# Giancarlo Morresi
Giancarlo Morresi (Roma, 18 settembre 1944 – Roma, 30 luglio 2019) è stato un pentatleta italiano.

## Biografia
Morresi a 24 anni ha partecipato ai Giochi olimpici di Città del Messico 1968, arrivando 24º nell'individuale con 4359 punti, dei quali 790 nell'equitazione, 793 nella scherma, 1022 nel tiro a segno, 1051 nel nuoto e 703 nella corsa, e 9º nella gara a squadre con Nicolò Deligia e Mario Medda con 12601 punti.